# Robert Prizeman
Robert Prizeman   (Londres, 1952 - 8 de setembre de 2021) va ser un compositor britànic. Es va donar a conèixer a nivell mundial per ser el creador i director del cor Libera.

## Biografia
Va assistir al Royal College of Music de South Kensington (Londres) i va estudiar orgue amb Timothy Farrell i John Birch, i clavicèmbal amb Millicent Silver. Als 16 anys es va unir com a corista i organista al cor de l'Església de Sant Felip, a Norbury, i dos anys després (el 1970), amb només 18 anys, va ser designat per dirigir-lo, reemplaçant a Alan Tonkin.
Des de 1985 ha estat el director musical del programa Songs of Praise de la BBC. El 1986 va compondre el tema de capçalera del mateix, que va ser publicat per Chester Music i Wilhelm Hansen.

### Libera
Prizeman va entrar a dirigir el cor de veus blanques de la parròquia de Sant Felip el 1970. El 1987, decideix llançar un senzill titulat "Sing Forever", i donada la bona acollida que va tenir, edita un altre a l'any següent: "Adoramus". El 1988 el cor grava el seu primer àlbum comercial, titulat Sing for Ever sota el nom de St. Philips Choir (Cor de Sant Felip).
Dos anys després llancen un altre àlbum, New Day, com a Angel Voices, i encara gravaran quatre àlbums més sota aquest nom.
El projecte va adquirint cada vegada més repercussió. El 1999 llancen el disc Libera, àlbum que pren el títol d'un reeixit senzill que van publicar uns anys enrere (el 1995), i des de llavors el grup passa a denominar-se d'aquesta manera.
El 2007, Libera s'erigeix com a organització benèfica, i comencen les seves actuacions a la televisió i a la ràdio. Aquest mateix any, guanyen un premi del talent-show de la BBC When Will I Be Famous?, i celebren un concert doble d'entrada lliure als Països Baixos. També viatgen per primera vegada als Estats Units per interpretar la cançó de Brian Wilson "Love and Mercy" a la 30a gala anual Kennedy Center Honors.
El 2008 organitzen la seva primera gira per Estats Units, a la qual assisteix Benet XVI durant la seva visita a Amèrica. El 2009 segueixen organitzant concerts que, a més del seu país natal i Amèrica del Nord, els portaran a Irlanda i a les Filipines.
L'activitat de Robert Prizeman com a director de Libera segueix fins a l'actualitat. Durant el juliol i agost de 2018 actuen en concert a Texas, i el mateix any fan el llançament d'un nou àlbum: Beyond.
Pel que fa a l'estil musical, Libera posseeix un so alhora variat i característic, que parteix de la música coral clàssica de veus blanques i integra cant gregorià, música clàssica, new-age, folk i pop, creant noves textures musicals. Les cançons del grup són composicions originals de Prizeman o arranjaments creatius de temes clàssics, tradicionals o contemporanis, des de la Suite bergamasque de Claude Debussy o la Simfonia núm. 9 de Beethoven, passant per cançons del repertori folklòric i popular (Els tres corbs o God Rest Ye Merry, Gentlemen), fins a What a Wonderful World de Louis Armstrong o Orinoco Flow d'Enya. De forma ordinària Prizeman compon tenint en compte a algun solista determinat de Libera, les veus i matisos dels quals coneix bé. D'aquesta manera, a través de les diferents cançons, abasta el rang de les veus dels nois i emfatitza la varietat de qualitats de cada veu.
Pel que fa a les lletres, estan tretes de diverses fonts, des del repertori tradicional, passant per la litúrgia llatina, fins a cançons contemporànies, a més de poemes de la literatura britànica o lletres originals, escrites pel mateix Prizeman. A vegades, compta amb la col·laboració d'antics components del cor, com és el cas de Steven Geraghty.